# 75-мм Тип 41
 Тип 41 — 75-миллиметровое японское горное орудие времён Второй мировой войны, лицензионная копия германской 75-мм пушки Krupp M.08. Вариант этой пушки устанавливался на танк огневой поддержки Tип 2 «Хо-И» под обозначением Tип 99.

## История
Выпускалось по лицензии с 1908 года (41 означает 41-й год «Эры Мэйдзи», правления императора Мацухито). В 1917 году её несколько усовершенствовали и в таком виде выпускали до середины 30-х годов. С появлением более современной 75-мм горной пушки Type 94 (имела улучшенный лафет с раздвижными станинами, более длинный ствол и скользящий клиновой затвор), данная артсистема была изъята из горных полков и перешла в разряд полевой полковой артиллерии («Rentai Ho»).

## Организационная структура
Каждому пехотному полку придавалась одна батарея с четырьмя орудиями. Выпускалось две версии, более ранняя имела щиток складывающийся втрое, и более поздняя, со щитком, складывающимся вдвое (пополам).
Расчёт орудия состоял из командира и 12 артиллеристов. Помимо командира расчёта, который находился немного позади орудия, это были: наводчик; заряжающий; стрелок, который спускал курок; человек, который поворачивал орудие вправо-влево; снаряжающий, который снаряжал снаряд пороховым зарядом и передавал его заряжающему; двое лежащих справа и слева от орудия, в резерве; пятеро подносчиков, которые приносили снаряды со склада взвода снабжения, который обычно находился в нескольких сотнях метров позади позиций.

## Транспортировка
Расчёт орудия мог переносить его на руках. Также орудие разбиралось на части (ок. 100 кг каждая) и перевозилось шестью вьючными лошадьми со специальными сёдлами, седьмая лошадь перевозила боеприпасы.

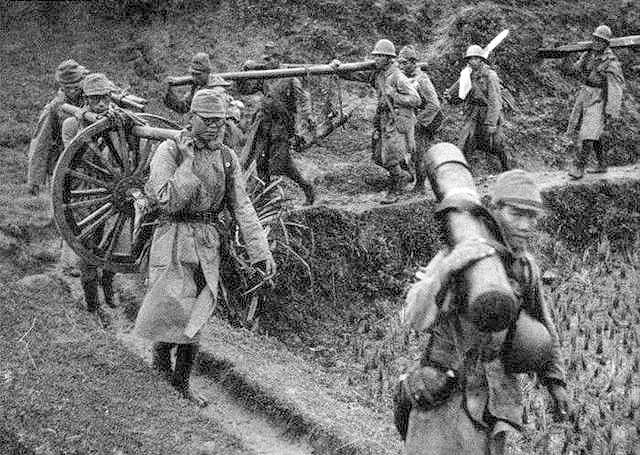
Переноска разобранного орудия Тип 41 силами расчёта

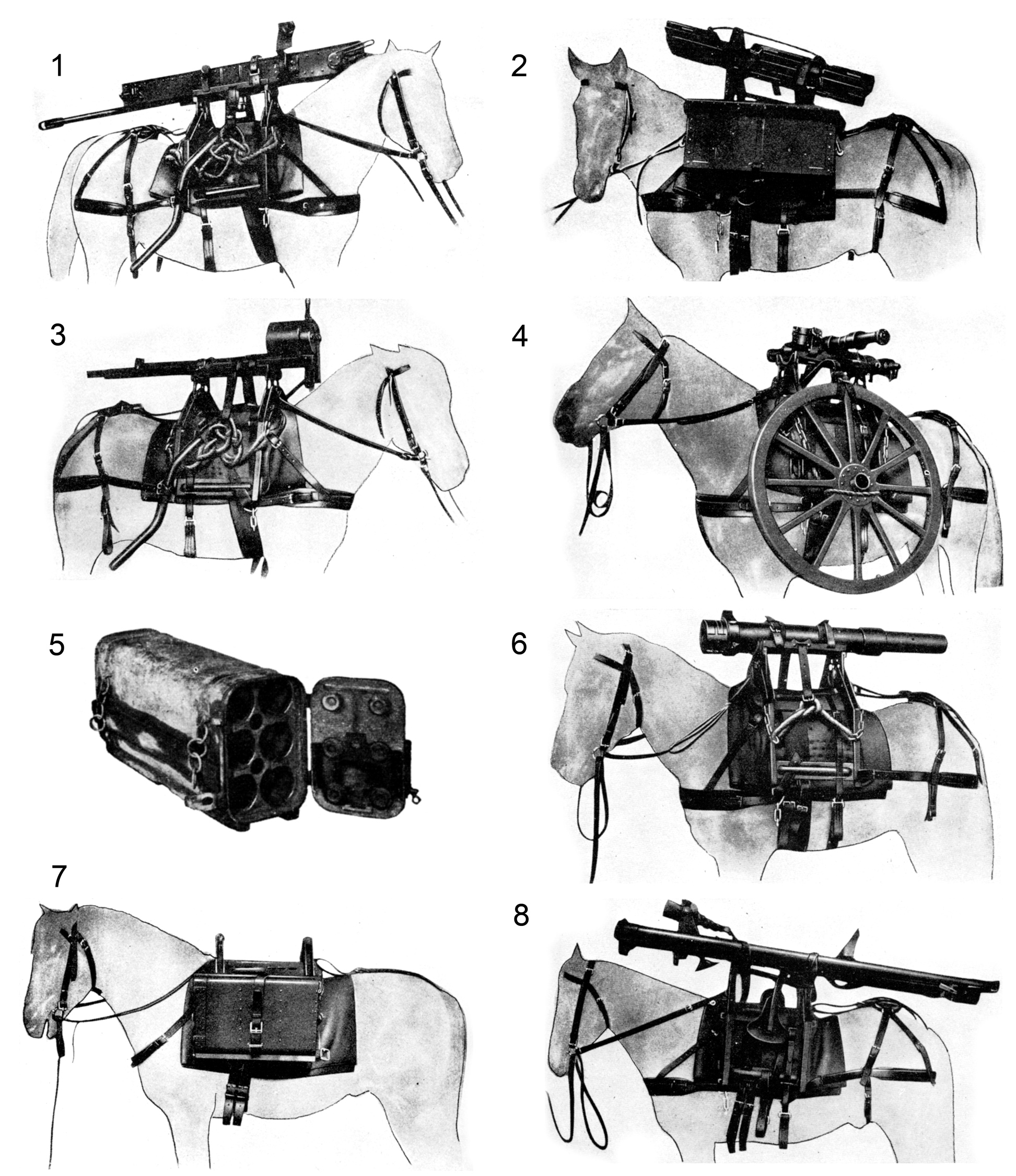
Перевозка орудия на конных вьюках

## Снаряды и испытания на кучность
Орудие обладало широким выбором типов снарядов: от осколочно-фугасных и бронебойных до шрапнельных, дымовых, газовых, осветительных, зажигательных и так далее. Армия США испытала это орудие, получив следующие результаты: при стрельбе на 3200 ярдов (2880 м) 75 % снарядов попало в сектор 20х30 ярдов, а на максимальной дальности 7800 ярдов (7000 м) 75 % снарядов легло в сектор 10 на 200 ярдов.

## ТТХ
- Вес: в боевом положении 544 кг, и в походном — 1240 кг.
- Длина ствола пушки 19,2 калибра.
- Угол вертикального наведения —18°; +41°.
- Однобрусный лафет допускал угол поворота до 7°.
- Снаряд весом 4,58 кг содержал 1 кг взрывчатого вещества.

## В моделировании
В масштабе 1:35 модель орудия выпускается японскими фирмами Fine Molds и Pit-Road.